# الحب الأخير (فلم)
الحب الأخير هو فيلم مصري عرض عام 1959، بطولة هند رستم وأحمد مظهر وزهرة العلا ومحمود المليجي، ومن تأليف وإخراج محمد كامل حسن.

## قصة الفيلم
يتعرف «مجدي عبد الحميد» مدير جمعية الطفولة على «سميرة»؛ التي تقدم مساعدات من أجل الخير وتمد الجمعية بتبرعات. تستخدم شقتها كملتقى للأصدقاء وهو مصدر تبرعاتها، تقع سميرة في غرام مدير الجمعية، على الرغم من علمها بأنه متزوج ولديه أولاد، يتماديان في علاقتهما، ويغلبهما الحب؛ فيتزوجان سرًا. يطاردها الشرير عباس، فتقتله دفاعًا عن نفسها. وتتوالى الأحداث وسط العديد من المفاجآت.

## طاقم التمثيل
- هند رستم: (سميرة)
- أحمد مظهر: (مجدي عبد الحميد)
- زهرة العلا: (سعاد - زوجة مجدي)
- محمود المليجي: (عباس)
- نعيمة وصفي: (نعيمة)
- إغراء: (هدى)
- ياسمين: (الراقصة)
- إبراهيم حشمت
- حسن أتلة
- أنور مدكور
- حسين إسماعيل: (البواب)

## فريق العمل
- إخراج: محمد كامل حسن
- تأليف: محمد كامل حسن
- مدير التصوير: محمود نصر
- مونتاج: حسنوف
- موسيقى وأغاني: عطية شرارة، محمد كامل حسن
- إنتاج: أفلام حلمي رفلة
- توزيع: الشرق لتوزيع الأفلام